# Вестберг, Юн
Юн Вестберг (швед. John Westbergh, 6 августа 1915 года, Эрншёльдсвик — 12 ноября 2002 года, Эрншёльдсвик) — шведский лыжник и двоеборец, призёр чемпионатов мира.

## Карьера
На чемпионате мира 1938 года в Лахти завоевал серебряную медаль в двоеборье почти 20 баллов уступив победителю норвежцу Олафу Хоффсбакену и лишь чуть более одного балла выиграв у ставшего третьим другого норвежца Ханса Виньяренгена, кроме того был на том чемпионате 28-м в лыжной гонке на 18 км.
На чемпионате мира 1939 года в Закопане в лыжной эстафетной гонке вместе с Карлом Палином, Сельмом Стенваллём и Альваром Хегглундом завоевал серебро, чуть более минуты уступив победившим финнам и почти 4 минуты выиграв у ставших третьими итальянцев.
В 1938 году победил в лыжной гонке на 18 км на престижнейшем Хольменколленском лыжном фестивале, других значимых достижений на международном уровне не имеет, в Олимпийских играх никогда не участвовал. Четырежды был чемпионом Швеции в двоеборье в 1938, 1940, 1941 и 1942 годах.